# Ólafur Egilsson
Ólafur Egilsson (1564 – 1639) a fost un pastor luteran islandez. În 1627 a fost răpit, împreună cu soția și doi fii, de pirați ai Imperiului Otoman, în timpul unui raid asupra arhipelagului Vestmannaeyjar. Acest raid este cunoscut în istoria islandeză ca și Tyrkjaránið (Răpirile turcești). Memoriile sale, în care descrie răpirea și întoarcerea acasă, au fost publicate în Islanda și Danemarca.

## Sursă externă
- The Travels of Reverend Ólafur Egilsson Arhivat în 6 ianuarie 2014, la Wayback Machine.
- A short Biography (In islandeză)